# Britton Chance
Britton Chance est un skipper américain né le 24 juillet 1913 à Wilkes-Barre et mort le 16 octobre 2010 à Philadelphie. Il devient par la suite professeur de biochimie et de biophysique.

## Carrière
Britton Chance obtient une médaille d'or olympique dans la catégorie des 5.5 Metre lors des Jeux olympiques d'été de 1952 à Helsinki.